# آدم‌های معمولی (مجموعه تلویزیونی)
آدم‌های معمولی (انگلیسی: Normal People) یک سریال تلویزیونی درام ایرلندی است که بر اساس رمانی به همین نام اثر سالی رونی در سال ۲۰۱۸ ساخته شده‌است. مردم عادی در بریتانیا در آوریل ۲۰۲۰ از شبکه بی‌بی‌سی سه و در ایالات متحده از هولو پخش شده‌است. سریال به رابطه ماریان شرایدن (دیزی ادگار-جونز) و کانل والدرن (پاول مسکل) از دوران دبیرستان تا دانشگاه می پردازد. فیلمنامه کار را رونی و آلیس برچ نوشتند و لنی آبراهامسون و هتی مک‌دونالد کارگردان اثر بودند. بازیگری، کارگردانی، فیلمنامه نویسی و محتوای این اثر تحسین شد. در هفتاد و دومین دوره جوایز امی در چهار بخش نامزد شد؛ از جمله بازیگر اصلی برای مسکل و کارگردانی برای آبراهامسون.